# كارل دبليو. ريختر
كارل دبليو. ريختر (بالإنجليزية: Karl W. Richter)‏ هو ضابط أمريكي، ولد في 4 أكتوبر 1942 في هوليدي في الولايات المتحدة، وتوفي في 28 يوليو 1967 في فيتنام بسبب قتل في المعركة.